# Henry H. Carter
Henry H. Carter, (Staten Island, Nueva York, 28 de junio de 1905 - 2001), hispanista estadounidense.

## Biografía
Estudió en la Universidad de Pensilvania, donde recibió su doctorado en 1937,
Profesor de lenguas románicas, enseñó en la Universidad de Notre Dame. Es conocido principalmente por su edición paleográfica del Codex Alcobacensis 200 y la diplomática del Cancionero de Ajuda (1941), que vino a complementar la crítica realizada por Carolina Michaëlis de Vasconcellos. También ha publicado varios libros de texto españoles y portugueses para la enseñanza universitaria de estos idiomas.

## Obras
- Paleographical Edition and Study of the Language of a Portion of Codex Alcobacensis 200; Philadelphia: University of Pennsylvania, 1938.[1]
- Cancioneiro da Ajuda: A Diplomatic Edition; New York: Modern Language Association of America, 1941 (Dewey: 869.1).[2]
- Contos e anedotas brasileiros; A Graded Portuguese Reader, Boston: D. C. Heath and Co., 1942.
- The Portuguese book of Joseph of Arimathea—Paleographical edition with Introduction, Linguistic study, Notes, Plates & Glossary, (editor), North Carolina; Chapel Hill-University of North Carolina, 1967.
- Cuentos de España hoy (compiled by); Holt, Rinehart and Winston, 1974. ISBN 0030860423